# 2020年ニューカレドニア独立住民投票
2020年ニューカレドニア独立住民投票（2020ねんニューカレドニアどくりつじゅうみんとうひょう、フランス語: Référendum de 2020 sur l'indépendance de la Nouvelle-Calédonie）は、フランスの海外領土であるニューカレドニアにおいて2020年10月4日に投票が行われた、フランスからの独立の是非を問う住民投票。フランスの海外領土として残留するか、独立国となるかが問われる、2018年に続く2回目の投票である。1998年に締結されたヌーメア協定に基づくもので、投票の結果は独立反対が得票率53.3％と過半数となり、ニューカレドニアは再びフランスにとどまることを選択した。

## 背景
フランスは1853年にニューカレドニアを併合し、支配層となった欧州系移民と貧富の差が広がったことに対する先住民カナックの不満が独立要求という形となって現れることとなった。1987年に行われた独立を問う住民投票では独立賛成が842名（1.7%）に対して、反対は48,611名（98.3%）に達し、フランスへの残留が決定されたが、カナック社会主義民族解放戦線(FLNKS)をはじめとする大半の独立派は投票をボイコットしたため、投票率は59.10%に過ぎなかった。翌1988年には自治権の拡大を約したマティニョン合意が成立したが、合意に署名したFLNKS指導者のジャン＝マリー・チバウが翌1989年に合意反対の独立派に暗殺されるなど、混乱が続いた。
1998年5月5日にマティニョン合意を補完するヌーメア協定がフランス政府、FLNKS、カレドニア共和国運動と締結され、自治権のさらなる拡大が図られたほか、2018年までに住民投票を実施すること、たとえ否決されても議会の3分の1以上の要請があれば、2020年、2022年に再び住民投票を実施することができると定められた。2018年11月4日の住民投票の結果、独立反対が得票率56.40％と過半数となり、ニューカレドニアはフランスにとどまることとなった。2019年5月12日の自治議会選挙でも独立反対派が小差で過半数を制した。

## 投票資格
住民投票数資格を得るには以下の条件のうち1つを満たす必要がある。
- 1998年11月8日に執行された、ヌーメア協定承認の是非を問う住民投票への投票が認められた。
- 1998年住民投票の選挙人名簿には登録されていないが、投票するための本籍地要件は満たしていた。
- 家族、職業、医学的な理由のために1998年住民投票の選挙人名簿に登録されていなかった。
- 慣例的な市民権を持っていたか、ニューカレドニアで生まれたことで、利益をニューカレドニアに集中させている。
- ニューカレドニアで生まれ、ニューカレドニアに重大な関心を持つ親が一人いる。
- 遅くとも2014年12月31日までにニューカレドニアに20年間継続して居住していた。
- 1989年1月1日以前に生まれ、1988年から1998年までニューカレドニアに居住していた。
- 1989年1月1日以降に生まれ、投票日に成人年齢に達し、1998年住民投票の選挙人名簿に載る資格を持った親が一人いた。

## 結果
2020年10月4日に2回目の住民投票が執行された結果、独立に反対が53.3％、賛成が46.7％となり、2018年の住民投票に続いてフランスへの残留が選択された。投票率は86％に及び、前回の81％を上回る関心の高さを見せた。
ヌーメア協定の取り決めにより2022年までに再び独立投票を実施する権利が与えられており、フランスのセバスチャン・ルコルニュ海外県・海外領土相は2021年6月2日、3回目の住民投票を同年12月12日に執行すると発表した。3回目投票では投票の延期を求めた先住民ら独立派の多くが投票に参加しなかったこともあり賛成は3.5％にとどまり、反対派が96.5％を占めたため、独立は三度否決された。

## 脚註
1. ↑  “仏領ニューカレドニア　独立めぐり来月4日に再投票”. 産経新聞. (2020年9月29日) 2020年10月5日閲覧。
2. ↑  “Neukaledonien (Frankreich), 13. September 1987 : Unabhängigkeit / Verbleib bei Frankreich -- [in German]” (ドイツ語). Database and Search Engine for Direct Democracy (2018年10月8日). 2020年10月5日閲覧。
3. 1 2  “仏領ニューカレドニアの差別と血に濡れた独立運動”. ニューズウィーク. (2018年11月8日) 2020年10月5日閲覧。
4. ↑  “仏領ニューカレドニアで議会選、独立反対派が小差で過半数制す”. AFPBB News. フランス通信社. (2019年5月13日) 2020年10月5日閲覧。
5. ↑  “LA LISTE ÉLECTORALE SPÉCIALE CONSULTATION”.   ニューカレドニア高等弁務官事務所. 2020年10月5日閲覧。
6. ↑  “独立、再び否決　住民投票で賛否僅差―仏領ニューカレドニア”. 時事ドットコム. 時事通信社. (2020年10月4日) 2020年10月5日閲覧。
7. ↑  “仏領ニューカレドニア、12月に独立問う住民投票”. 日本経済新聞. (2021年6月3日) 2021年12月11日閲覧。
8. ↑  “フランス領ニューカレドニア、三たび独立否決”. 日本経済新聞. (2021年12月12日) 2021年12月12日閲覧。